# 常滑市立常滑中学校
常滑市立常滑中学校（とこなめしりつとこなめちゅうがっこう、Tokoname Junior High School）は、愛知県常滑市に所在する公立中学校。通称は「とこちゅう」。

## 常中生がめざす人間像
- 自ら考え進んで実行できるたくましい人
- 明るい仲間づくりでおたがいを高めることのできる心豊かな人
- 物理を科学的に判断できる公正な人

## 委員会
- 総務委員会［生徒会］
  - 生徒会行事の企画・運営　
  - 学校生活の改善
- 学年委員会
  - 学年目標・スローガンの決定
  - 各学年の生活改善
  - 各学年の行事の企画・運営
- 交通委員会
  - 自転車点検やヘルメット・荷台のひもなどの安全チェック
  - 交通安全教室の運営
- 生活委員会
  - 服装点検
- 新聞委員会
  - 新聞の作成・発行
  - Iモラルの啓発
- 情報委員会
  - 教室用パソコンの管理
  - スクールネットの朝の連絡
- 放送委員会
  - 給食時の昼放送
  - 生徒会行事の放送・記録
- 保健委員会
  - 毎朝の健康観察
  - 出欠黒板への記入
  - 学校保健委員会の運営
- 美化委員会
  - 掃除道具の点検・補充活動
  - ポスターの掲示
- 環境委員会
  - 教室のワックスがけ
  - 各学年の古紙回収BOXの古紙回収
  - 職員室の古紙回収BOXの古紙の計量・回収
- 体育委員会
  - 運動会の企画・運営
  - 運動場の整備
  - 体育館倉庫・体育倉庫の整頓
  - 石灰庫の清掃
- 図書委員会
  - 昼放課の図書の貸し出し
  - 図書室の管理
  - 学級文庫の管理
- 給食委員会
  - 配膳台の準備、片づけ
  - 配膳室でのチェック
  - 白衣の管理
- 園芸委員会
  - 花壇の手入れ
  - 卒業式用の花の栽培

## 部活動

### 運動部
- 軟式野球部
- ソフトボール部
- サッカー部
- バスケットボール部
- バレーボール部
- 卓球部
- 水泳部
- 陸上部
- 柔道部
- ソフトテニス部
- 剣道部

### 文化部
- 吹奏楽部
- パソコン部
- 創作部